# Puertas rápidas

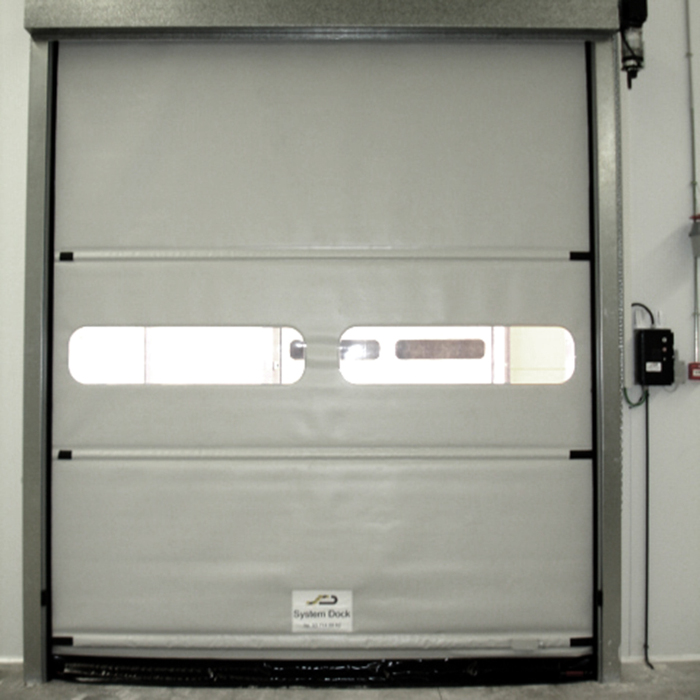
Las puertas rápidas son puertas flexibles y ligeras para uso industrial intensivo.

Las puertas rápidas son mayormente instaladas en los sectores comerciales e industriales. Son el resultado del desarrollo renovado de los ya conocidos portones seccionales y cortinas de enrollar. Se diferencian fundamentalmente en su construcción que permite una mayor velocidad y resistencia, un elevado número de ciclos de apertura y cierre. Son perfectamente adaptables al proyecto, con sentido de movimiento vertical u horizontal según el tipo de construcción.

## Aplicación
En el sector comercial se instalan puertas rápidas en zonas de alta circulación de mercadería entre sectores de diferentes temperaturas y/o presiones.
Por ejemplo en la industria alimentaria donde en depósitos de congelado es importante mantener las condiciones de temperatura específicas. Se requiere de tiempos cortos de apertura y cierre reduciendo perdida de frío, impidiendo corrientes de aire y permitiendo un desarrollo ordenado del trabajo. Se obtiene como resultado un alto valor de ahorro energético. Existen desarrollos especiales para el uso en transportadores automáticos de carga, vehículos de rescate o en sectores con riesgos de explosión. Se pueden complementar con un lector de tarjetas para así mejorar la seguridad de los edificios industriales.

## Exigencia

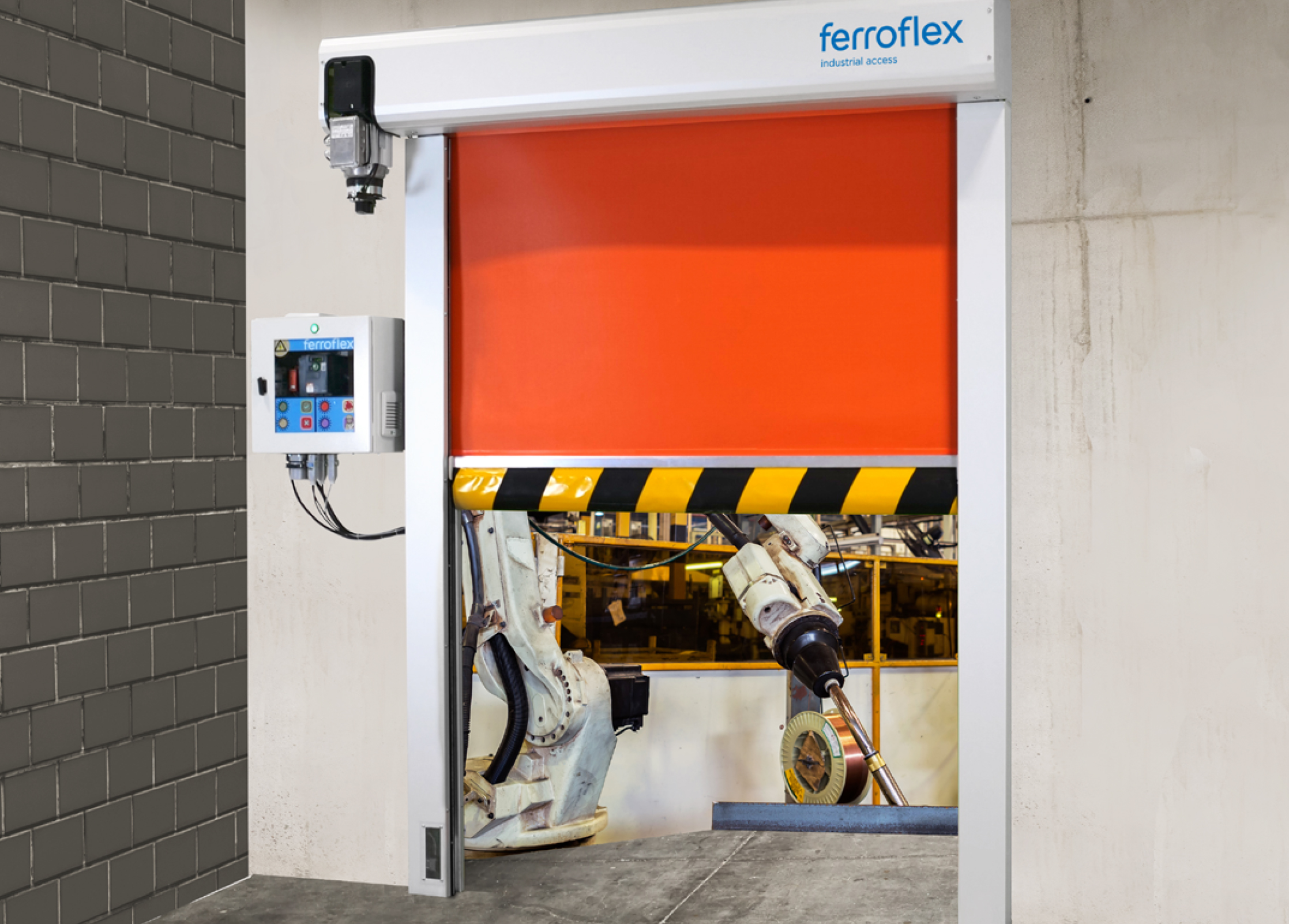
Puerta rápida Ferroflex para líneas de producción industrializada

Las altas velocidades de operación (que en parte superan los 3 m/s) y el alto número de ciclos durante la operativa, provocan grandes cargas, que deben ser contempladas en su construcción. De igual manera las condiciones particulares como tamaño y lugar de instalación requieren de un cuidado especial en cuanto a seguridad y control, que cumplan con las disposiciones exigidas por las autoridades pertinentes.